# Cot Meunalong
Cot Meunalong är ett berg i Indonesien.   Det ligger i provinsen Aceh, i den västra delen av landet, 1 800 km nordväst om huvudstaden Jakarta. Toppen på Cot Meunalong är 384 meter över havet.
Terrängen runt Cot Meunalong är varierad.Runt Cot Meunalong är det tätbefolkat, med 276 invånare per kvadratkilometer. Omgivningarna runt Cot Meunalong är en mosaik av jordbruksmark och naturlig växtlighet.